# Экономика Кемеровской области
Территориально Кемеровская область находится в России и входит в Западно-Сибирский экономический район.

## Бюджет Кемеровской области
Бюджет Кемеровской области на 2016 год утверждён в размере:
- доходы — 105068244,7 тыс. рублей
- расходы — 109195572,6 тыс. рублей
- дефицит бюджета — 5 % от объёма доходов областного бюджета без учёта безвозмездных поступлений

Бюджет на 2017 год:
В результате изменений общие параметры бюджета на 2017 год следующие:
- Доходы 134 279,7 млн рублей;
- Расходы 114 671,8 млн рублей;
- Профицит 19 607,9 млн рублей.

Бюджет на 2018 год:
- общий объём доходов областного бюджета в сумме 106943.596 млн рублей, в том числе объём безвозмездных поступлений в сумме 16618.845 млн рублей
- общий объём расходов областного бюджета в сумме 110907.5838 млн рублей;
- дефицит областного бюджета в сумме 3963.9878 млн рублей, или 4,4 процента от объёма доходов областного бюджета на 2018 год без учёта безвозмездных поступлений.

Бюджет на 2019 год:
- общий объём доходов областного бюджета в сумме 161 860,1 млн руб, в том числе объём безвозмездных поступлений в сумме 34 755,8 млн руб;
- общий объём расходов областного бюджета в сумме 166 149,5 млн руб;
- дефицит областного бюджета – 428 927,9 млн руб, или 3,4% от объёма доходов областного бюджета, без учёта безвозмездных поступлений.

Бюджет области планируется в 2022 прибыль +169,25млрд р расходы -187млрд р, в 2023 прибыль +176,9млрд р расходы -191,3млрд р 

## Валовый региональный продукт
Общий объём 2188,8 млрд руб 
Структура за 2022 год
- Сельское хозяйство 2,1 %
- Добыча полезных ископаемых 41,8 %
- Обрабатывающие производства 10,9 %
- Обеспечение электроэнергией 2,7 %
- Строительство 3,0 %
- Торговля 9,6%
- Транспорт и хранение 5,6 %
- Административная деятельность 1,3%
- Образование 2,8%
- Здравоохранение 2,8%
- Прочие услуги 0,3 %
- Недвижимое имущество 6,7 %
- Наука 3,1 %
- Интернет и связь 1,2%
- Водоснабжение 0,8 %
- Культура 0,7%
- Гостиница и общепит 0,5%
- Финансы 0,2%
- Домохозяйства 0,0%

В 2020г ВРП составил 1трлн 38млрд р, добыча полезных ископаемых 19%, обрабатывающая ~15% 

### Отдельные виды продукции
- добыча угля 108526,8 млн руб
- производство пищевых продуктов 6190,2 млн руб
- производство химических веществ и химических продуктов 9470,7 млн руб
- производство металлургическое 23678,8 млн руб
- производство готовых металлических изделий, кроме машин и оборудования 2884,4 млн руб
- производство, передача и распределение электроэнергии 8737,2   млн руб
- производство, передача и распределение пара и горячей воды; кондиционирование воздуха 5198,3  млн руб [5]

## Промышленность
Первые предприятия на территории Кемеровской области появились в XIX веке, хотя отдельные промышленные операции были и раньше — шорцы в средние века уже выплавляли металл. В XIX веке, был основан Гурьевский металлургический завод, начата промышленная разработка угольных месторождений. Начали добывать золото. На рубеже XIX—XX веков появились важнейшие магистрали для Кемеровской области — Транссиб — Кузбасская магистраль, часть которой Южно-Кузбасская ветка железной дороги была протянута к местам добычи железной руды. В середине 1950-х годов по территории области была проложена Южно-Сибирская железнодорожная магистраль.
На территории области развита угольная промышленность, наиболее важные её центры — Прокопьевск, Междуреченск, Белово, Берёзовский, Кемерово, Новокузнецк, Осинники, Ленинск-Кузнецкий,Киселевск, Беловский, Кемеровский, Новокузнецкий и Прокопьевский районы. Шахты и разрезы расположены в основном в центральной части области от г. Берёзовский на севере до Осинников на юге. На юге региона развиты также металлургия и горнодобывающая промышленность (Новокузнецк, Таштагол). Также в области есть машиностроение (Юрга, Анжеро-Судженск, Новокузнецк, Кемерово, Ленинск-Кузнецкий, Киселёвск) и химическая промышленность (Кемерово). Хорошо развиты железнодорожный транспорт и теплоэнергетика (Кемерово, Новокузнецк, Белово, Калтан, Мыски). Развивается производство товаров народного потребления 
В 2019 металлургическая промыш. отгрузила продукции на почти +267млрд р и составила ~16% от пром.продукции Кузбасса 

### Добывающая промышленность
В Кемеровской области добывают золото, серебро, железные руды (Таштагольский рудник, марганцевые руды (Усинское месторождение марганца), алюминий, нефелиновые руды, свинец, цинк, полиметаллические руды, барит, фосфор, кварцит, известняк, глину, доломит, песок, уголь (Кузнецкий угольный бассейн, часть Канско-Ачинского угольного бассейна) , возможна добыча газа 

### Угольная промышленность
На территории Кемеровской области расположены два больших угольных бассейна: Кузнецкий каменноугольный бассейн, или Кузбасс — как один из синонимов региона — от Малиновки (посёлка, входящего в Калтанский городской округ) и Анжеро-Судженска до районов Новосибирской области и Алтайского края., и часть Канско-Ачинского буроугольного бассейна. В год добывается свыше 200 млн тонн каменного угля, наиболее крупные предприятия расположены в Междуреченске, Новокузнецке и Новокузнецком районе, Прокопьевске, Киселёвске, Ленинске-Кузнецком, Белове, Берёзовском. Ведущие компании — Южкузбассуголь, Кузбассразрезуголь, Сибирский Деловой Союз , Стройсервис, Южный Кузбасс , СДС-Уголь, Заречная, Кузбасская топливная компания, Белон, Распадская , Черниговец, Междуречье. В Кемеровской области расположено 67 из 104 российских шахт (2010).

### Металлургия
Металлургия представлена чёрной (площадка рельсового проката ЗСМК — ранее КМК, Западно-Сибирский металлургический комбинат, завод «Кузнецкие ферросплавы» в Новокузнецке, Анжеро-Судженский филиал ОАО «Кузнецкие ферросплавы», Гурьевский металлургический завод, и цветной (Новокузнецкий алюминиевый завод ,Беловский цинковый завод (закрыт)), и чёрной (площадка рельсового проката ЗСМК — ранее КМК, Западно-Сибирский металлургический комбинат, завод «Кузнецкие ферросплавы» в Новокузнецке, Анжеро-Судженский филиал ОАО «Кузнецкие ферросплавы», Гурьевский металлургический завод, также в области работает кемеровский ОАО «КОКС», машиностроение в Юрге, Анжеро-Судженский рудник); ресурсная база — Темиртауское месторождение, Шерегешское месторождение, Казское месторождение, Таштагольский рудник. Крупнейшие компании — Евраз, Кокс , СГМК-Трейд , Евразруда , Кузнецкие ферросплавы, Гурьевский металлургический завод.

### Машиностроение
На территории области работают Юргинский машиностроительный завод , Кузнецкий машиностроительный завод, КузбассБелАвто (Прокопьевск) , ООО «Джой Глобал Кузбасс» (Ленинск-Кузнецкий), ООО «Комацу-Центр» (Полысаево), ООО «КАМСС-сервис» (Тальжино), «Анжеромаш», «КОРМЗ», «Завод Красный Октябрь», «Сибэлектро», «Инженерный центр „АСИ“», «Томусинский РМЗ», Новокузнецкий завод точного машиностроения (Тальжино), Кемеровский завод химического машиностроения, Кемеровский механический завод (с 2008 по 2014 — Кузбасская вагоностроительная компания).

### Энергетика
По состоянию на конец 2018 года, на территории Кемеровской области эксплуатировались 13 тепловых электростанций общей мощностью 5516,3 МВт. В 2018 году они произвели 22 680 млн кВт·ч электроэнергии.
На территории Кемеровской области расположено несколько крупнейших электростанций — Южно-Кузбасская ГРЭС, Томусинская ГРЭС, ТЭЦ Кузнецкого металлургического комбината, Западно-Сибирская ТЭЦ, Кузнецкая ТЭЦ, Новокузнецкая ГТЭС, Беловская ТЭЦ, Новокемеровская ГЭС, ТЭС Юрмаша. В качестве топлива они используют уголь, некоторые используют доменный газ, а также природный газ. Крупнейшие компании — филиал ПАО «МРСК Сибири» — «Кузбассэнерго — РЭС», Северо-Кузбасская энергетическая компания, Южно-Кузбасская ГРЭС , СДС-Энерго.
Электросетевые компании — Металлэнергофинанс, Кузбасская электросетевая компания. Объём выработки электроэнергии генерирующими предприятиями Кемеровской области в 2015 году составил 25,693 млрд кВт/часов.
Кузбасское ПМЭС имеет 30 подстанций с трансформаторной мощностью 26042 (у.е) 4226 км электропередач (14909 у.е)

### Химическая промышленность
Крупнейшие компании Азот (Кемерово), НПЗ Северный Кузбасс (Яя), Анжерская нефтегазовая компания , Черниговский НПЗ (кемеровский район) , Органика (Новокузнецк), Химкрекинг, ООО ПО Химпром, ООО ПО Токем, ОАО Знамя.

### Промышленность стройматериалов
- Топкинский цемент (Сибирский цемент) , Яйский цементный завод, Кузнецкий цементный завод

### Пищевая промышленность
В области имеются Кемеровский молочный завод, Молокоперерабатывающая компания (Анжеро-Судженск) выпускает сыры,Мариинский ликероводочный завод, ранее работал Новокузнецкий ликеро-водочный завод, несколько хлебозаводов и пекарен, компания по производству Мороженого — Снежный городок (заводы в Новокузнецке, Прокопьевске и Киселевске), Компания по производству напитков — Терехино, В Кемеровской области добыча минеральных вод ведётся на трёх месторождениях — Терсинском в Новокузнецком районе (открыто в 1957 году), Борисовском (1965) и Березово-Ярском (1993) в Крапивинском районе. Балансовые запасы Терсинского месторождения утверждены по действующей скважине № 1011 в расчёте на 10-летний срок эксплуатации в количестве 90 кубометров в сутки. Лицензией на добычу воды располагает ООО «МВМ»
По данным на 2016 год в перерабатывающей промышленности производство крупы увеличилось до 9,1 тыс. тонн, плодоовощных консервов — до 2,5 тыс. условных банок, цельномолочной продукции в пересчёте на молоко — до 263,7 тыс. тонн, сливочного масла — до 4 тыс. тонн, сыра и творога — до 5,8 тыс. тонн, мясных полуфабрикатов — до 17 тыс. тонн, переработанного и консервированного картофеля — до 7,8 тыс. тонн, водки — до 2,2 млн дкл, пива — до 1,8 млн дкл), квасных напитков — до 0,3 млн дкл
Пищевая и перерабатывающая промышленность представлена 605 организациями, включая субъекты малого предпринимательства. В организациях этой отрасли на 2013 год трудится более 20 тыс. человек.
Среди них молочный завод в Ваганово, предприятие по производству картофельных чипсов в Яшкинском районе, пивоваренный завод в деревне Калинкино, комбикормовой завод в Боровково, Чистогорский мясокомбинат, птицефабрика в посёлке Степной, тепличные комбинаты в селе Безруково и рядом с Мысками и Калтаном.

### Лёгкая промышленность
Членами ассоциации предприятий лёгкой и текстильной промышленности являются : ООО «Швейник» (Осинники), ООО «Сибирячка» (Новокузнецк, Универбыт), ООО «Статус» (Новокузнецк-Прокопьевск) ,ООО «Берёзка» (Новокузнецк), ООО «Ипон» (Новокузнецк-Универбыт), ООО «Ирон» (Новокузнецк-Универбыт), ООО «Мото-Спорт» (Кемерово), ООО «СобчакОВ и К» (Кемерово), ООО «Модерн» (Кемерово), ООО «Фламинго» (Анжеро-Судженск), ООО «Лидер-1» (Кемерово), ООО «Сибстиль» (Ленинск-Кузнецкий).

## Сфера услуг

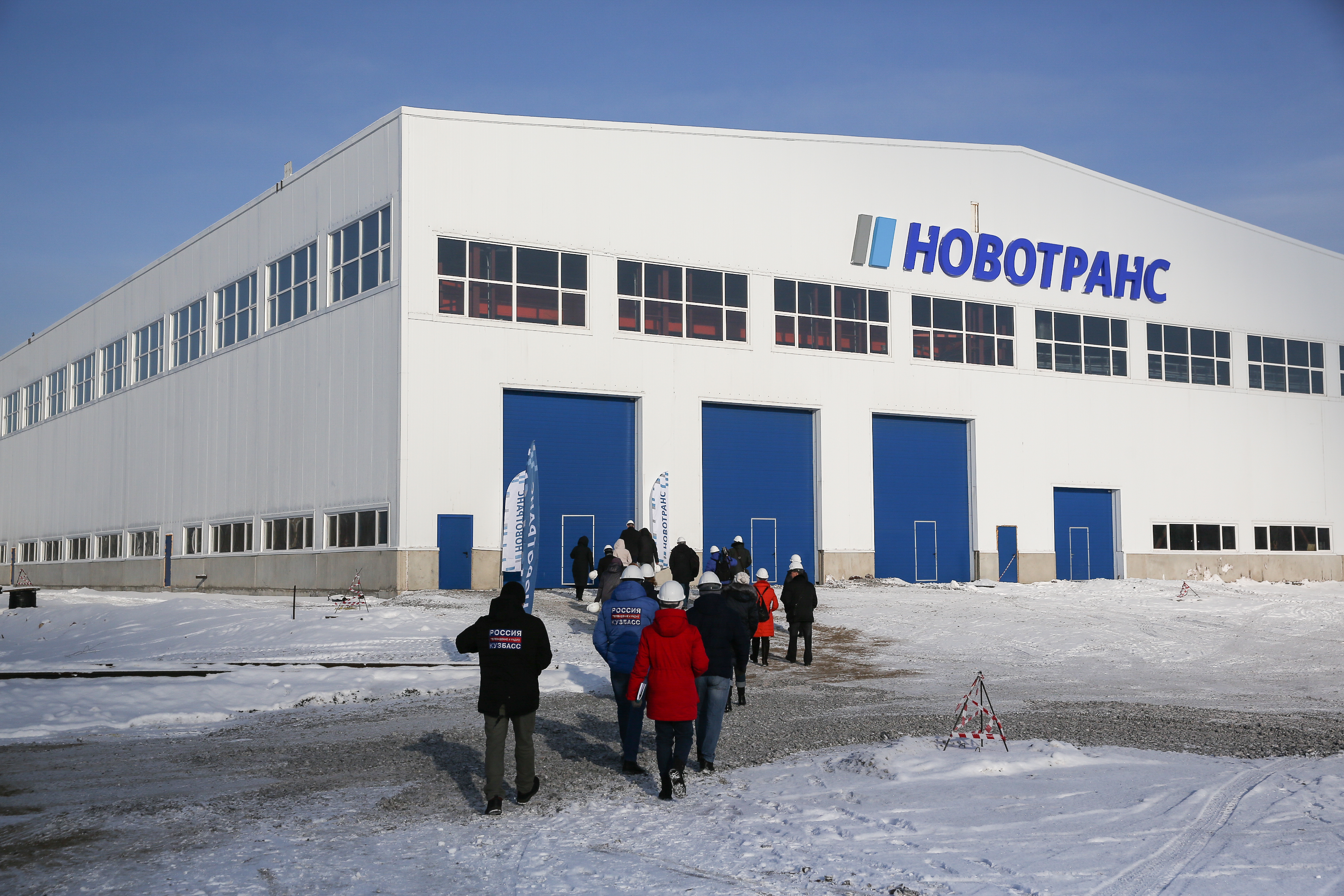
Кузбасское вагоноремонтное предприятие «Новотранс», 2-я очередь (г. Прокопьевск)

### Финансовые услуги
В регионе действовали в 2019 году 6 финансовых организаций : БСТ Банк, Кузбассхимбанк, Кемсоцинбанк, Кузбассбизнесбанк, Новокиб, Тайдон, штаб-квартира которых расположена в Кемеровской области. 1 апреля 2017 года было 229 дополнительных офисов, 61 оперативных касс, 32 кредитно-кассовых офисов , 171 операционных офисов

### Торговля
Торговля — Кузбассбелавто, Газпроммежрегионгазкемерово, ЮНИТЭК, Вагонтрейд-СДС.Розничная торговля Система Чибис, Кора-ТК (закрыта, площади перепрофилированы под другие торговые сети), Новокузнецкобувьторг, Регионмарт, Центрпродсервис. Транспорт- Новотранс. Строительство — Сибирский цемент, Техноникольсибирь, НЗРМК имени Крюкова, Кузнецкие металлоконструкции. Пищевая промышленность — Мариинский ликероводочный завод, КДВ Яшкино, Кузбасский пищекомбинат, Кемеровский молочный комбинат, Новокузнецкий хладокомбинат. Торговля автомобилями — Бизнесхимресурс, Тойота центр, Ниссан центр, Белавтосиб.
Крупнейшие Ритейлеры- монополисты (данные на 2015 год)
- Розница К1 -(Калтан 36%, Краснобродский 38%, Осиинниковский -33% , Тайгинский -20%, Междуреченский - 32%, Ижморский -42%, Таштагольский -37%, Яйский -25%)
- Холидей -(Ижморский -27,36%)
- Ленинская торговая база (Ленинск-Кузнецкий  район-43%)
- Лента (Новокузнецкий район -38% )

Торговый оборот 514741 млн руб (2022) -215226 млн руб(пищевые продукты) Социально-экономическое положение Кемеровской области

### Туризм
Туристские районы в границах Кемеровской области:
- Нижнее Притомье, в том числе
  - Нижнее правобережное Притомье
  - Обь-Томское междуречье
- Среднее Притомье
- Верхнее Притомье
- Кузнецкий Алатау: Горная Шория, Поднебесные Зубья, Салаирский кряж

На территории Кемеровской области расположен наиболее крупный в России горнолыжный курорт Шерегеш, а также крупнейшие горнолыжные комплексы Югус и Танай.
Составлен план развития туризма Кузбасса на 2021-2022 годы.
В летне\осенний сезон 2021 в Кузбассе отдохнуло более пол миллиона туристов, рост +22% по сраванению с 2020 

### Информационные технологии
В Кемеровской области работают такие компании, как «GoodLine» (Е-Лайт-Телеком), «A42.RU», «Вачанга», «Атвинта», ГИС 4Гео 4geo.ru , 2Гис, Axioma

### Связь и СМИ
Общая ёмкость телефонных номеров − 871,2 тыс. (городских — 826,6 тыс.; сельских − 44,6 тыс.), число абонентских устройств сотовой связи — 4,5 млн; число квартирных аппаратов сети общего пользования − 347,9 тыс.; число активных абонентов интернет 419,5 тыс. (в т ч широкополосного 418,4 тыс.)
Услуги телефонной связи оказывают 419 телефонных станций 930 910 жителям Кузбасса.
Услугой кабельного телевидения пользуются более 260 000 жителей области.
Создано более 16 000 узлов связи для предоставления доступа в сеть Интернет.

#### Телевещание
В области действуют местные каналы — 10 канал, Апекс-ТВ, Мой город, Ново-ТВ, СТС- Кузбасс, а также транслируются различные телеканалы России и зарубежных стран
Имеются телевышки в Кемерово, Новокузнецке, Прокопьевске, Мундыбаше, Темиртау, Таштаголе, Ключевой, Юрге, Белово.

#### Радиостанции
Почти вся населённая территория области покрыта вещанием FM-радиостанций, в основном сетевых, но в каждом городе есть станции с местным эфиром. В области действуют следующие местные радиостанции (вещание которых осуществляется из городов Кемеровской области):
- Радио «Шория» — вещание из Таштагола на Таштагольский район
- Кузбасс FM — вещание из Кемерова на все города области
- Апекс Радио— вещание из Новокузнецка на Новокузнецк, Кемерово, Междуреченск, Таштагол
- Кузнецкий экспресс — вещание из Новокузнецка на Новокузнецк и города Новокузнецкой агломерации
- Правильное радио — вещание из Кемерова на Кемерово, Ленинск-Кузнецкий и Белово

### Жилищно-коммунальное хозяйство
Большая часть жителей проживает в городах. Ещё недавно в области было много жилых зданий барачного типа. Сейчас большую часть жилого фонда области составляют девяти- и пяти этажные дома. Растёт доля двенадцатиэтажных домов. Не редкость дома из двадцати пяти этажей.

## Строительство
По состоянию на 1 января 2012 года жилищный фонд области составлял 61,5 млн квадратных метров, а обеспеченность жильём равна 22,4 квадратным метрам на душу населения. Ежегодно с 2007 года в области вводится более одного миллиона квадратных метров жилья:
- 2007 год — 1 010 тыс. квадратных метров;
- 2008 год — 1 063 тыс. квадратных метров;
- 2009 год — 1 063 тыс. квадратных метров;
- 2010 год — 1 003 тыс. квадратных метров;
- 2011 год — 1 083 тыс. квадратных метров;
- 2012 год — 1 086 тыс. квадратных метров;
- 2013 год — 1 091 тыс. квадратных метров;
- 2014 год — 1 098 054 квадратных метров ;
- 2015 год — 1 002 008 квадратных метров ;
- 2016 год —1 091 000 квадратных метров ;
- 2017 год[19] — 980 500 квадратных метров.
- 2021 год 839 900 квадратных метров [20]
- 2022 год 790 200 квадратных метров [20]

Строительная индустрия области представлена двумя тысячами предприятий (360 из них — предприятия по производству строительных материалов), в их числе:
- 2 цементных завода;
- 6 кирпичных заводов;
- 20 заводов по производству сборного железобетона;
- 4 завода деталей КПД;
- 14 карьеров, добывающих нерудные строительные материалы применяемые для производства строительных материалов;
- 1 завод кровельных материалов;
- 6 предприятий, производящих теплоизоляционные материалы.

Компании — Сибшахтострой , Новокузнецкое дорожно-строительное управление , Новокузнецкий домостроительный комбинат имени А. В. Косилова, Южкузбасстрой (до 2014 года), СДСстрой.
Строительство малоэтажного города-спутника Лесная поляна началось в 2007 году

## Сельское хозяйство
Предприятия сельского хозяйства расположены на территории всей области поблизости от городов. Сугубо «сельские» районы — Промышленновский, Крапивинский, Чебулинский, Ижморский, Яйский и др. Почти 2 400 тыс. га (27 % от общей площади земельных ресурсов области) земель сельскохозяйственного назначения находятся в обороте. 14 % (402 тыс. человек) населения области проживает в сельской местности и лишь 3,4 % (44,7 тыс. человек) от занятых в экономике трудятся в сельском хозяйстве. Основные отрасли животноводства: молочно-мясное скотоводство, свиноводство (создана Кемеровская и Чистогорская порода свиней) и птицеводство. За последние 5 лет построено и модернизировано более 100 животноводческих и птицеводческих помещений.
Выращивают картофель, зернобобовые, технические, овощные, кормовые культуры
Посевная площадь
- Зерновые и зернобобовые 750973,9
- Технические 17816,8
- Картофель 43618,6
- Овощные и бахчевые 8382,1
- Кормовые 284135,0

Поголовье животных
- Коров −120700
- Свиней −365400
- Овец −64000
- Коз −13200
- Кур −3940400
- Уток −150100
- Фазанов −10
- Страусов-2
- Лошадей −16900
- Верблюдов-3
- Кроликов −73400
- Нутрий −200
- Пчелиных семей −35500

Общая площадь земли на одну сельскохозяйственную организацию-3032,9. Число организаций − 272 (173 микропредприятия)
Выращено 240 тыс. тонн овощей, а также произведено 704 тыс. тонн картофеля, 136 тыс. тонн мяса в живом весе и 383,5 тыс. тонн молока. Надой молока на фуражную корову составил 4,6 тыс. кг. Производство куриного яйца — 1 млрд 164 млн штук, то есть по 428 штук в год на каждого жителя.
Крупнейшие фермы — ООО Ваганово, Чебулинское ООО, Заречье СХО, Славино ООО, Темп ОАО, Ленинск-Кузнецкий ПЗ, Береговой СПК, Агрохолдинг Кузбасский, ОАО Вперёд, ООО Окуневское молоко, Михайловское СХП. Молочные заводы — Кемеровский молочный завод (Данон), Анжерское молоко, ООО Лидер, Гомолзавод
По итогам переписи 2016 года общая посевная площадь сельскохозяйственных культур в хозяйствах всех категорий за 10 лет снизилась на172,6 тыс. га или на 15,6% по сравнению с итогами предыдущей Всероссийскойсельскохозяйственной переписи 2006 года, и составила 932,3 тыс. га. Уменьшение посевных площадей произошло за счёт сокращения посевов в сельскохозяйственных организациях на 180,3 тыс. га и в хозяйствах населения на 18,1 тыс. га. Крестьянские (фермерские) хозяйства и индивидуальные предприниматели свои посевы увеличили на 25,8 тыс. га. По показателю общей посевной площади в хозяйствах всех категорий среди муниципальных образований лидирует Промышленновский район (129793,7 га). Он сохраняет лидерство по земельной площади сельскохозяйственных организаций (101846,0 га) и хозяйств населения (3818,5 га). Наибольшая посевная площадь крестьянских (фермерских) хозяйств и индивидуальных предпринимателей наблюдалась в Ленинск-Кузнецком районе (53875,5 га). В хозяйствах всех категорий в наибольшей степени в межпереписной период увеличились посевы технических культур (в 4 раза). На 143,5 тыс. га или на 19,1% сократились посевы зерновых и зернобобовых культур. Посевные площади картофеля, овощных, бахчевых и кормовых культур так же снизились (на 30,7%, 32,7% и 23,2% соответственно).
В структуре посевов сельскохозяйственных организаций, а также крестьянских (фермерских) хозяйств и индивидуальных предпринимателей наибольший удельный вес занимали зерновые и зернобобовые культуры, причем в фермерском секторе их доля выше, чем в сельскохозяйственных организациях и достигает почти 77,9%. Существенен также удельный вес технических и кормовых культур. В хозяйствах населения преобладали посевы картофеля (65,2%). Посевные площади овощных и бахчевых культур сосредоточены главным образом в хозяйствах населения (71,6% в общей площади овощных и бахчевых культур). Среди овощей открытого грунта, выращиваемых населением, наибольший удельный вес занимают традиционные овощи - капуста всех видов, помидоры, морковь столовая, лук репчатый. В общей площади многолетних плодовых насаждений и ягодных культур удельный вес сельскохозяйственных организаций составлял 3,3%, крестьянских (фермерских) хозяйств и индивидуальных предпринимателей - 0,3%, на долю хозяйств населения приходилось около 96,4% площадей.

## Особые экономические территории
Территории экономического благоприятствования
- Северная промзона
- Юрга
- Тырганская промзона
- Горная Шория

### Кузбасский технопарк
Резидентами являются 16 компаний:
- ЗАО «НеоКор»-Разработка биопротеза клапана сердца для имплантации «клапан-в-клапан»
- ЗАО "НПФ «НОРД»-Проектирование и изготовление комплексных станций для физико-химической очистки сточных вод с использованием мембранных технологий
- ОАО «Газпром добыча Кузнецк»-Добыча метана из угольных пластов на первоочередных площадях в Кузбассе
- ООО «Глобал Хими»-Разработка и организация производства защитного крема с регенерирующим эффектом, содержащего биологически активные вещества эмбрионального происхождения
- ООО «Кузбасский региональный горный центр охраны труда»-Разработка и организация серийного производства газоанализаторов GaSense
- ООО "МИП НТЦ «Экосистема»-Создание опытно-промышленного производства новых экологически безопасных и огнестойких теплоизоляционных материалов и силикатных красок
- ООО "НПК «Кластер»-Создание наукоемкого производства антимикробных, обеззараживающих, биоактивных и чистящих средств бытового назначения на основе кластерного серебра
- ООО "НПО «СИБИРЬ ТЕХНОЛОГИЯ»-Создание промышленного производства ветро-солнечных установок и энергоэффективного оборудования
- ООО «Сибирь-Энерго»-Строительство завода по малотоннажному производству сжиженного природного газа и создание инфраструктуры для его потребления.
- ООО «ЭкоЛэнд»-Строительство комплекса по переработке и утилизации ТБО в г. Новокузнецке
- ООО "НПО «Микронинтер Сибирь»-Разработка и организация производства комплексов для сверхглубокой осушки и очистки жидких диэлектриков
- ООО «Тотемикс»-Разработка инновационной импортозамещающей технологии и организация производства ускорителя полимеризации для осуществления анкерной крепи в шахтах N,N-диметилпаратолуидина (ДМПТ) из сырья отечественного производства
- ОАО «КОРМЗ»-Организация производства дорожных комбинированных машин и мусоровозов современного технического уровня, работающих на газе
- ООО «Аэроспецтранс»-Разработка конструкций и организация серийного производства аэросаней различного назначения
- ООО «ССПБ» (Современные системы пожарной безопасности)-Разработка, организация изготовления, установки на карьерную технику и обслуживания импортозамещающих систем автоматического пожаротушения «ССПБ — Тунгус-01А»
- ООО «Технологии рециклинга»-Модернизация технологии и организация производства по глубокой переработке шлаковых отвалов с получением многопрофильной продукции
- ООО Сибэкотехника — Разработка технологий использования Водоугольного топлива.

### Кластеры
- Биомедицинский кластер Кемеровской области
- Кластер "Комплексная переработка угля и техногенных отходов
- Агропромышленный кластер
- Туристско-рекреационный кластер Архивная копия от 1 января 2018 на Wayback Machine

- Кластер лёгкой промышленности

## Транспорт
Грузооборот (2015) млрд тонно-километров) — железнодорожный транспорт — 52,2 ; автомобильный − 1,04 (2015) и 0,815 (2020)
Пассажирооборот (2015) млн пассажиро-километров- железнодорожный − 980,5; автобусный − 2622 (2015) и 2177 (2020); трамвайный — 340,1; троллейбусный − 166,2; Социально-экономическое положение Кемеровской области
Также был развит речной транспорт, в 1985—1997 работал Углепровод Белово-Новосибирск
Большую часть железнодорожных перевозок осуществляет Западно-Сибирская железная дорога.

## Крупнейшие компании
По данным Журнала Эксперт
1. Евраз-ЗСМК
2. СУЭК-Кузбасс
3. Кузбассразрезуголь
4. Нефтехимсервис
5. Сибирьэнергоинжиниринг(Сибирская генерирующая компания)
6. Стройсервис, также управляет Берёзовским угольным разрезом
7. Южкузбассуголь
8. Сибуглемет
9. Южный Кузбасс
10. Азот
11. СГМК-Трейд
12. Кузбасская энергетическая сбытовая компания
13. Кокс
14. Кузбасская топливная компания
15. Кузбассэнерго
16. Черниговец
17. Вторресурс-переработка
18. Распадская
19. Кузнецкие ферросплавы
20. Металлэнергофинанс
21. Топпром
22. ГазпроммежрегионгазКемерово
23. Русал Новокузнецкий алюминиевый завод
24. Белон
25. Междуречье
26. Шахтоуправление Майское
27. Топкинский цемент
28. Евразруда
29. Шахта Листвяжная
30. Система Чибис
31. НПЗ Северный Кузбасс
32. ТД СДС-Трейд
33. Салек
34. Березовский разрез
35. Анжерская нефтегазовая компания
36. УК Кем-ОЙЛ
37. КДВ Яшкино
38. СДС-Уголь
39. Ресурс
40. ЕвразметаллСибирь
41. ХК Новотранс
42. Синергия маркет восток
43. Шахта Заречная
44. Разрез Киселевский
45. Кузбассбелавто
46. Кокс-майнинг
47. Черниговский НПЗ
48. Талтэк
49. ЦОФ Берёзовская
50. Сибшахтострой
51. Кемеровская генерация
52. Мариинский ликеро-водочный завод
53. Паритет ЛТД
54. Северокузбасская энергетическая компания
55. Кемеровская теплосетевая компания
56. Кузбасская энергосетевая компания
57. Белкоммерц
58. Новокемеровская ТЭЦ
59. юнитэк
60. Система
61. Знамя
62. Прокопьевский угольный разрез
63. Сибэнергоуголь
64. Гурьевский металлургический завод
65. Технониколь
66. Южно-Кузбасская ГРЭС
67. Кузбасский деловой союз
68. Энергосбытовая компания Кузбасса
69. Аквамаркет
70. Капролактан Кемерово
71. Вагон Трейд СДС
72. ТК Терем
73. Кузнецкая ТЭЦ
74. Азот Черниговец
75. Краснобродский Южный
76. НЗРМК имени Крюкова
77. Регион 42
78. Центрпродсервис
79. Регионмарт
80. Современные горные технологии
81. ДНС Плюс Новокузнецк
82. Трансхимресурс
83. Новокузнецкий вагоностроительный завод
84. Нефтесоюз
85. Тойота центр Кемерово
86. Шахта Беловская
87. Кузбасский бройлер
88. ПКФ Цимус
89. СДС-Алко
90. Сибирская сбытоваякомпания
91. Чистогорский
92. ХК Перекрёсток Ойл
93. Автодор
94. Система универсамов Бегемот
95. Скоморошка
96. Кузбасская инвестиционно-строительная компания
97. Кемеровонефтепродукт
98. КДВ Кемерово
99. Участок Коксовый
100. Инвест-углесбыт

## Малые предприятия
- Число предприятий в 2015 году — 34033

в том числе добыча полезных ископаемых 199, обрабатывающие производства − 3307, производство и распределение угля, газа и воды − 273, строительство − 3899, оптовая розничная торговля, ремонт автомобилей, мотоциклов − 12116, транспорт и связь − 2472, операции с недвижимым имуществом, аренда и предоставление услуг — 7875 (в том числе научные исследования − 167)

## Количество организаций Кемеровской области
- сельское хозяйство, охота и лесное хозяйство −1563
- рыболовство, рыбоводство −36
- добыча полезных ископаемых −489
  - добыча топливно-энергетических полезных ископаемых −326
  - добыча полезных ископаемых, кроме топливно-энергетических −163
- обрабатывающие производства −4490
  - производство пищевых продуктов, включая напитки, и табака −562
  - текстильное и швейное производство −241
  - производство кожи, изделий из кожи и производство обуви −10
  - обработка древесины и производство изделий из дерева −351
  - целлюлозно-бумажное производство; издательская и полиграфическая деятельность −457
  - производство кокса, нефтепродуктов и ядерных материалов −26
  - химическое производство-137
  - производство резиновых и пластмассовых изделий −227
  - производство прочих неметаллических минеральных продуктов −369
  - металлургическое производство и производство готовых металлических изделий-549
  - производство машин и оборудования −621
  - производство электрооборудования, электронного и оптического оборудования-371
  - производство транспортных средств и оборудования-45
  - прочие производства-524
  - производство и распределение электроэнергии, газа и воды-541
- строительство-4815
- оптовая и розничная торговля; ремонт автотранспортных средств, мотоциклов, бытовых изделий и предметов личного пользования-14753
  - торговля автотранспортными средствами и мотоциклами, их техническое обслуживание и ремонт −1758
  - оптовая торговля, включая торговлю через агентов, кроме торговли автотранспортными средствами и мотоциклами-8452
  - розничная торговля, кроме торговли автотранспортными средствами и мотоциклами; ремонт бытовых изделий и предметов личного пользования-4543
- гостиницы и рестораны-1068
- транспорт и связь-3483
  - связь
- финансовая деятельность-1123
- операции с недвижимым имуществом, аренда и предоставление услуг-10198
- государственное управление и обеспечение военной безопасности; обязательное социальное обеспечение-1297
- образование-2687
- здравоохранение и предоставление социальных услуг −1251
- предоставление прочих коммунальных, социальных и персональных услуг-3492

## Трудовые ресурсы
Всего работающих на предприятиях Кемеровской области 1376,2 тыс. человек. В сельском хозяйстве -42,6, в рыболовстве 0,3 на добыче топливно-энергетических полезных ископаемых-117,8, на добыче неэнергетических полезных ископаемых -10,2, в пищевом производстве 27,8, в швейном производстве 5,8, в производстве обуви 0,2, в деревообработке 5,1, в полиграфии 3,1, в производстве нефтепродуктов 4,8, в химическом производстве 12,8, в производстве резиновых изделий 1,7, в производстве минеральных продуктов 8,4, в металлургии 40,9, в производстве машин и оборудования 19,0, в производстве электротехники 5,3, в производстве транспортных средств 4,6, в прочем производстве 7,6, в производстве и распределении энергии, газа и воды 52,9, в строительстве 70,5, в торговле 196,3, в гостиницах и ресторанах 25,2, в транспорте и связи 113,8, в финансовой деятельности 18,0, в операциях с имуществом и других услугах 108,0, в госуправлении 66,7, в образовании 98,8, в здравоохранении 95,7, в прочих коммунальных услугах 53,4. 
Более 200 тысяч человек работает на работах с вредными условиями труда
Безработных 36200.
Численность рабочей силы 1261 тыс. человек (2022).

## Внешнеэкономические связи
- Экспорт в 2015 году 9822,3 млн долл — в страны СНГ (1065,1), (Тайвань − 1098,0; Республика Корея — 1078,5; Япония − 909,7; Великобритания − 905,3; Турция — 750,2; Нидерланды − 700,9; Украина − 660,9; Китай − 550,3). Основной экспортный товар — каменный уголь − 113 млн т, нефтепродукты, полуфабрикаты из железа.
- Экспорт в 2016 году — (Республика Корея — 1208, Тайвань − 1193, Япония − 1020; Турция − 656; Украина − 639; Нидерланды − 520.
- Импорт в 2015 году 405,7 млн долл -из стран СНГ (10,6) — (Германия − 80,6 ; Япония − 56,8; Китай − 53,7; Польша − 41,5). Основные импортные товары — шины и покрышки, машины для выемки и бурения, машины для подъёма, погрузки и разгрузки, двигатели, части для оборудования, механические устройства, валы, шестерёнки, передаточные устройства))
- Импорт в 2016 году — Китай 101; Германия − 77; Польша − 60; США — 40; Япония − 39; Великобритания − 35[33][34].

По данным Сибирского таможенного управления Экспорт составил 13,9 млрд долларов; Импорт составил 0,6 млрд долларов

## Экология
С 1997 по 2017 годы закрыты некоторые загрязняющие окружающую среду предприятия в том числе заводы «Прогресс», «Коммунар», «Химволокно», анилино-красочный завод в Кемерове, Беловский цинковый завод.

## Инвестиции
- В начале марта 2021 Михаил Мишустин подписал пакет социально-экономического развития Кузбасса на 55млрд р. До 2024г программа развития.[36]
- В 2022 по заявлению главы Цивилёва направился рекордная сумма инвестиций на развитие Кузбасса около 30млрд р, в будущих годах возможно увеличение суммы на развитие области. На преодоление мирового кризиса и увеличению импортзамещения.[37]